# Kwon Ri-se
Kwon Rise (hangul: 권리세; hanja: 權梨世; rr: Gwon Rise; MR: Kwŏn Rise; 16 de agosto de 1991 – 7 de setembro de 2014), mais conhecida como RiSe (hangul: 리세), foi uma cantora japonesa de ascendência sul-coreana, dançarina e modelo. Era integrante do grupo feminino sul-coreano Ladies' Code, gerenciado pela Polaris Entertainment. Antes de entrar no grupo Ladies' Code, participou no concurso Miss Coreia 2009 e foi coroada "Miss Coreia Japão Jin". Ela foi uma das Top 12 concorrentes do Star Audition The Great Birth da MBC. Nasceu em Fukushima, Japão, era fluente em japonês e coreano.

## Biografia
RiSe nasceu no Japão e era da quarta geração de uma família coreana-japonesa. Estudou na escola secundária Fukushima Coreia Junior, Escola Tóquio Coreia e completou a sua escolaridade na universidade Seikei, sendo graduada em economias e negócios administrativos. Antes de entrar no grupo Ladies' Code, RiSe também era uma modelo ativa (já tinha participado no Miss Coreia 2009 como representante do Japão) e fez contrato com a KeyEast depois de entrar numa audição do MBC.
Em 2011, RiSe apareceu na terceira temporada do reality show da MBC "We Got Married". Também filmou um anúncio da LG para o LG Optimus 3D com David Oh no mesmo ano.
Em 2013, o contrato de RiSe com a KeyEast expirou e ela fez um novo contrato com a Polaris Entertainment, pois ela queria continuar a sua carreia musical. A Polaris Entertainment revelou numa entrevista que Rise estava a preparar-se para a sua estréia no girl group (Ladies' Code).

## Carreira musical

### 2013-2014: estréia das Ladies' Code

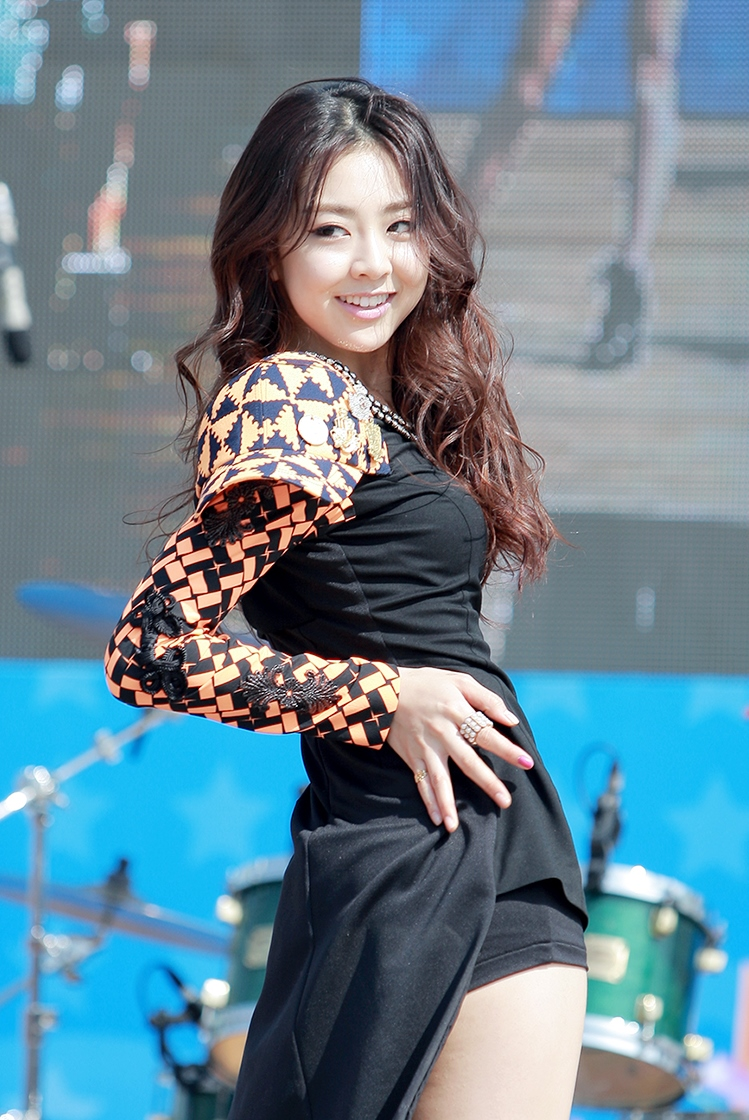
Rise se apresentando no Incheon Festival Ara em 2013.

Em 24 de fevereiro de 2013, o teaser da Rise for lançado no canal oficial da Polaris Entertainment no YouTube. Depois de vários teasers das integrantes do Ladies' Code, foi lançado o videoclipe de sua estreia a 6 de março de 2013. O mini-álbum de estreia do grupo, Code#1 Bad Girl foi lançado a 7 de março de 2013, através de lojas de música online.
A 1 de setembro de 2013, foi lançado o teaser do seu single "Pretty Pretty". O videoclipe foi lançado a 3 de Setembro de 2013 ,e o seu segundo álbum, Code#02 Pretty Pretty, foi lançado fia 6 de setembro de 2013. A 12 de fevereiro de 2014 o MV oficial do seu primeiro single "So Wonderful" foi lançado e o grupo cantou a nova musica pela primeira vez no "M! Countdown" a 13 de fevereiro.
A 6 de agosto de 2014 o videoclipe do segundo single das Ladies' Code, "Kiss Kiss" foi lançado no canal de YouTube oficial da Loen Music e o single foi lançado a 7 de agosto de 2014.

## Morte
RiSe ficou criticamente ferida devido ao acidente de carro que aconteceu na madrugada do dia 3 de setembro. O grupo estava voltando de de Seoul depois de ir ao "KBS Open Concert" em Daegu (e também completar algumas promoções para o single "Kiss Kiss"), quando às 1:30 da manhã (horário na Coreia do Sul) perto de Suwon, um veículo à frente da van do grupo começou a derrapar por causa da chuva e o pneu de trás da van "caiu" quando o manager do grupo (que ia conduzia o carro) tentou evitar a colisão com o outro veiculo. Por causa das condições chuvosas que fizeram com que a estrada ficasse escorregadia, o carro derrapou várias vezes e acabou por bater numa parede protetiva.
Foi reportado que nenhum dos airbags foi acionado na hora do impacto. No momento que os paramédicos chegaram à cena do acidente, os ferimentos de RiSe eram tão severos que de início eles não foram capazes de perceber quem ela era.
As colegas de grupo Ashley e Zuny tiveram ferimentos leves, SoJung ferimentos graves, já EunB morreu na hora do acidente. O manager do grupo e uma estilista ficaram também com ferimentos leves.
RiSe faleceu no dia 7 de Setembro de 2014, após passar 4 dias internada em estado grave.

## Filmografia

### Séries de televisão
| Ano       | Titulo                           | Papel     | Canal | Notas        |
| --------- | -------------------------------- | --------- | ----- | ------------ |
| 2010–2011 | Star Audition The Great Birth    | ela mesma | MBC   | Top 12       |
| 2011      | We Got Married                   | ela mesma | MBC   | com David Oh |
| 2011      | Quiz to Change the World         | convidada | MBC   | Sem Dados    |
| 2013      | Splash                           | ela mesma | MBC   | Sem Dados    |
| 2013      | It's a Person Q                  | ela mesma | MBC   | Sem Dados    |
| 2013      | 1000 Song Challenge              | ela mesma | SBS   | Sem Dados    |
| 2013      | Running Man                      | ela mesma | SBS   | Episódio 149 |
| 2013      | Hwasin – Controller of the Heart | convidada | SBS   | Episódio 28  |
| 2013      | Mamma Mia                        | convidada | KBS   | Episódio     |